# Saint-Julien-l'Ars
Saint-Julien-l'Ars là một xã, tọa lạc ở tỉnh Vienne trong vùng Nouvelle-Aquitaine, Pháp. Xã này có diện tích 18,46 kilômét vuông, dân số năm 2006 là 2170 người. Xã nằm ở khu vực có độ cao trung bình 120 m trên mực nước biển. Dân địa phương danh xưng tiếng Pháp là Sancto-Julianais.

## Biến động dân số
| Năm | 1962  | 1968  | 1975  | 1982  | 1990  | 1999  | 2006  |
| --- | ----- | ----- | ----- | ----- | ----- | ----- | ----- |
| Dân số | 1 177 | 1 234 | 1 432 | 1 724 | 1 903 | 2 061 | 2 170 |
| From the year 1962 on: No double counting—residents of multiple communes (e.g. students and military personnel) are counted only once. |       |       |       |       |       |       |       |